# 九州医療スポーツ専門学校
九州医療スポーツ専門学校（きゅうしゅういりょうスポーツせんもんがっこう）は、福岡県北九州市小倉北区にある医療系私立専修学校。

## 沿革
- 2008年4月 - 開校。
- 2016年4月 - 校舎および運営母体の学校法人国際学園の本部を現在地（旧・代々木ゼミナール小倉校校舎）に移転。

## 学科
- 柔道整復学科
- スポーツ柔整学科
- 鍼灸学科
- スポーツ鍼灸学科
- 理学療法学科
- 作業療法学科
- 看護学科
- 歯科衛生学科
- 生涯スポーツトレーナー介護福祉学科
- アスレティックリハビリテーション・スポーツトレーナー学科
- 整体セラピスト学科
- ホスピタリティ・コンシェルジュ学科
- 日本語学科

## 取得可能な資格
- 柔道整復師試験受験資格
- はり師試験・きゅう師試験受験資格
- 理学療法士国家試験受験資格
- 作業療法士国家試験受験資格
- 看護師国家試験受験資格
- 歯科衛生士国家試験受験資格
- 介護福祉士国家試験受験資格
- 日本スポーツ協会公認アスレティックトレーナー

## 著名な出身者
- 馬原孝浩（元プロ野球選手） ※選手引退後に入学